# Blimbing (Mandiraja)
Blimbing is een bestuurslaag in het regentschap Banjarnegara van de provincie Midden-Java, Indonesië. Blimbing telt 2005 inwoners (volkstelling 2010).